# Apechthis nigrifemorata
Apechthis nigrifemorata là một loài tò vò trong họ Ichneumonidae.